# Rose Chelimo
Pour les articles homonymes, voir Chelimo.
Rose Chelimo (née le 12 juillet 1989 au Kenya) est une athlète kényane naturalisée bahreïnie, spécialiste des courses de fond et de marathon.

## Parcours
Rose Chelimo commence à participer aux courses professionnelles européennes en 2010. En France, cette année-là, elle est présente au Paris-Versailles puis remporte les 20 km de Paris et le Marathon de Nancy. Les années suivantes, elle est remarquée dans les avant-postes en 2012, rate sa saison 2013, et revient en force en 2014. En France, elle gagne ainsi le demi-marathon du lac d'Annecy, le demi-marathon Auray-Vannes, les 20 km de Paris à nouveau, et le demi-marathon de Reims, Reims à toutes jambes,. En 2015, elle remporte notamment le semi-marathon de Lisbonne.
Après une autre victoire, au semi-marathon de České Budějovice, elle obtient la citoyenneté bahreïnie, un choix justifié notamment par de meilleures conditions d’entraînements et de vie, et effectué aussi par Eunice Kirwa ou encore Ruth Jebet, et intervient désormais en compétition sous les couleurs de ce pays.
Elle remporte le marathon lors des Championnats du monde d'athlétisme 2017 à Londres en 2 h 27 min 11 s devant Edna Kiplagat,(2 h 27 min 18 s), après avoir été 8e lors du marathon des Jeux olympiques d'été de 2016.
Elle remporte le marathon des Jeux asiatiques de 2018 à Jakarta.
Dans des conditions climatiques très difficiles, elle termine deuxième en 2h33'46 au marathon des Championnats du monde d'athlétisme 2019 à Doha , devancée par son ex-compatriote la Kényane Ruth Chepngetich.

## Palmarès
| Date | Compétition                     | Lieu           | Résultat | Épreuve       |
| ---- | ------------------------------- | -------------- | -------- | ------------- |
| 2016 | Jeux olympiques                 | Rio de Janeiro | 8e       | Marathon      |
| 2017 | Championnats du monde de cross  | Kampala        | 9e       | Individuel    |
| 2017 | Championnats du monde de cross  | Kampala        | 3e       | Par équipes   |
| 2017 | Jeux de la solidarité islamique | Bakou          | 2e       | 10 000 mètres |
| 2017 | Championnats du monde           | Londres        | 1re      | Marathon      |
| 2018 | Jeux asiatiques                 | Jakarta        | 1re      | Marathon      |
| 2019 | Championnats du monde           | Doha           | 2e       | Marathon      |

## Records personnels
| Épreuve       | Performance     | Lieu           | Date            |
| ------------- | --------------- | -------------- | --------------- |
| 10 000 m      | 31 min 37 s 81  | Bakou          | 20 mai 2017     |
| Semi-marathon | 1 h 08 min 08 s | Ras el Khaïmah | 12 février 2016 |
| Marathon      | 2 h 22 min 51 s | Boston         | 17 avril 2017   |